# آل فرانكن
آل فرانكن (بالإنجليزية: Al Franken)‏ (و. 1951 – م) هو كاتب سيناريو، وممثل، وسياسي، ومقدم برامج إذاعية، وممثل تلفزيوني، وكاتب من الولايات المتحدة الأمريكية . ولد في مدينة نيويورك . تولى منصب عضو مجلس الشيوخ الأمريكي .
وهو عضو في الحزب الديمقراطي الأمريكي .

## التعليم
تعلم في كلية هارفارد، وجامعة هارفارد.

## جوائز وترشيحات
حصل على جوائز منها:
جوائز الإيمي برايم تايم

## روابط خارجية
- آل فرانكن على موقع IMDb (الإنجليزية)
- آل فرانكن على موقع الموسوعة البريطانية (الإنجليزية)
- آل فرانكن على موقع ألو سيني (الفرنسية)
- آل فرانكن على موقع ميوزك برينز (الإنجليزية)
- آل فرانكن على موقع أول موفي (الإنجليزية)
- آل فرانكن على موقع قاعدة بيانات الأفلام السويدية (السويدية)
- آل فرانكن على موقع إن إن دي بي (الإنجليزية)
- آل فرانكن على موقع أول ميوزيك (الإنجليزية)
- آل فرانكن على موقع ديسكوغز (الإنجليزية)
- آل فرانكن على موقع قاعدة بيانات الفيلم (الإنجليزية)